# Klášterní brána v Toruni

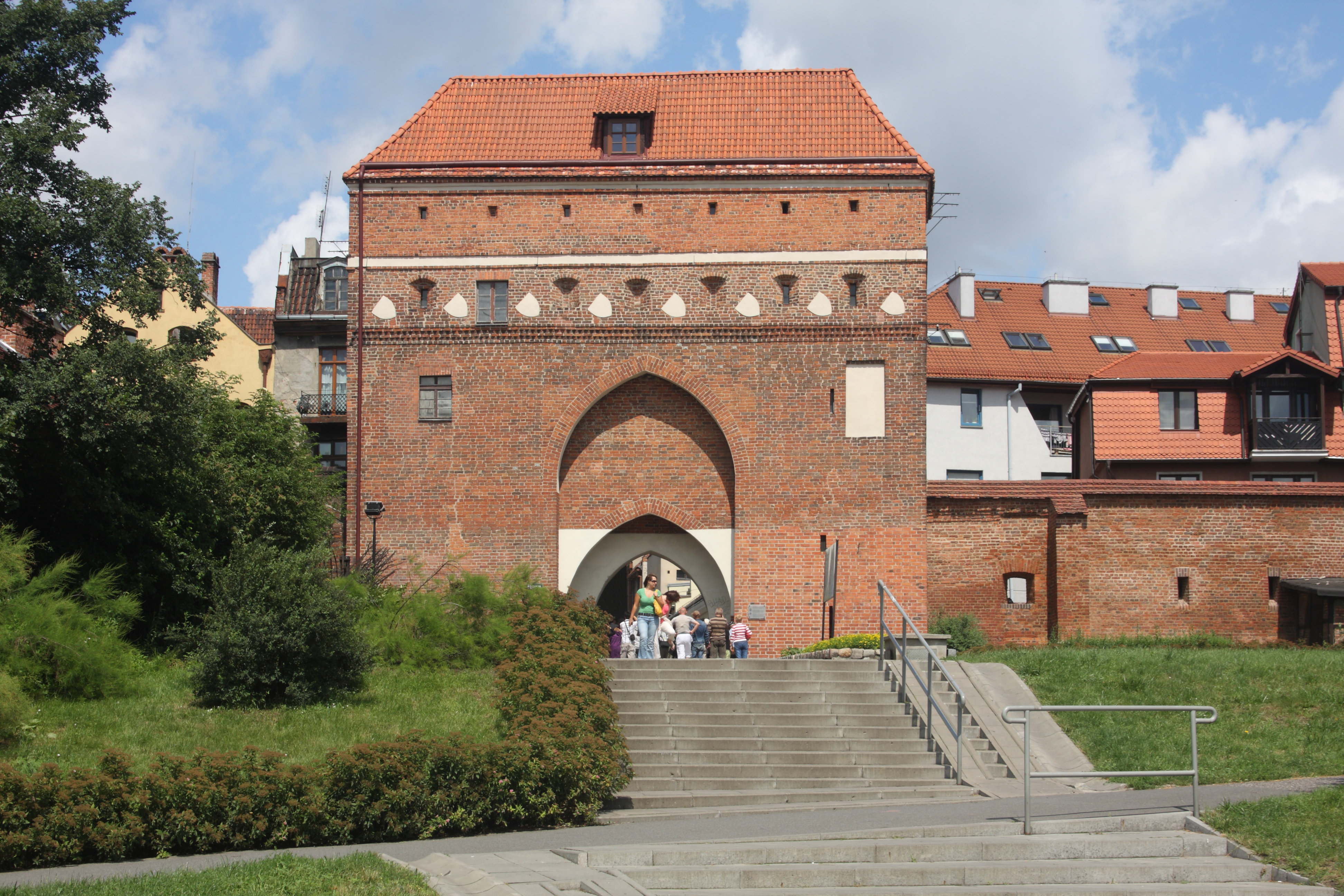
Klášterní brána v Toruni

Klášterní brána v Toruni, také brána Svatého ducha nebo Maidenova brána je brána v polském městě Toruni ve čtvrti Stare Miasto. Je jednou ze tří bran středověkého města, které se zachovaly dodnes (dalšími jsou Mostecká a Plavecká).
Brána se nachází v jižní části Staroměstského komplexu na ulicí Svatého Ducha 2a, východně od Šikmé věže.

## Historie
Brána byla postavena ve vlámském gotickém stylu, který se vyznačoval masivní konstrukcí. Klášterní brána byla podobná další, již neexistující Paulinské bráně na Starém městě. Dokončení výstavby brány se datuje do první poloviny čtrnáctého století. Vývoj válečné techniky, především šíření střelných zbraní, byl důvodem pro vytvoření nadstavby brány kolem roku 1420. 
V lomeném oblouku na vnější straně brány byla padací mříž. Další překážkou pro případného útočníka byl tzv. kašovnik, což je díra ve stropě brány, ze které obránci nalili na protivníka horkou kaši nebo olej. Dalším prvkem byla pravá brána, která mohla být v případě potřeby podepřena ze strany města dalšími trámy, upevněnými ve speciálně připravených otvorech ve zdi brány.
V 19. století, kdy již nebyly nutné žádné obranné funkce, byla brána přestavěna, a od té doby byly její prostory určeny pro obytné účely.
Název brány pochází od kláštera benediktinských sester, který se nacházel těsně před městskými hradbami, a byla v něm i nemocnice a kostel Svatého Ducha. To všechno existovalo až do 17. století, a brána i celá ulice Svatého ducha tak získaly své původní jméno. Původ názvu ulice je někdy mylně spojován s jiným kostelem se stejným zasvěcením, který se nachází na druhém konci ulice a byl postaven v roce 1756 jako luteránský kostel.
Od října 1943 se pod Bránou, která je v současnosti přístupná veřejnosti, nachází kryt pro 100 lidí (pravděpodobně postavený pro pracovníky přístavu nebo plynárny).

## Galerie

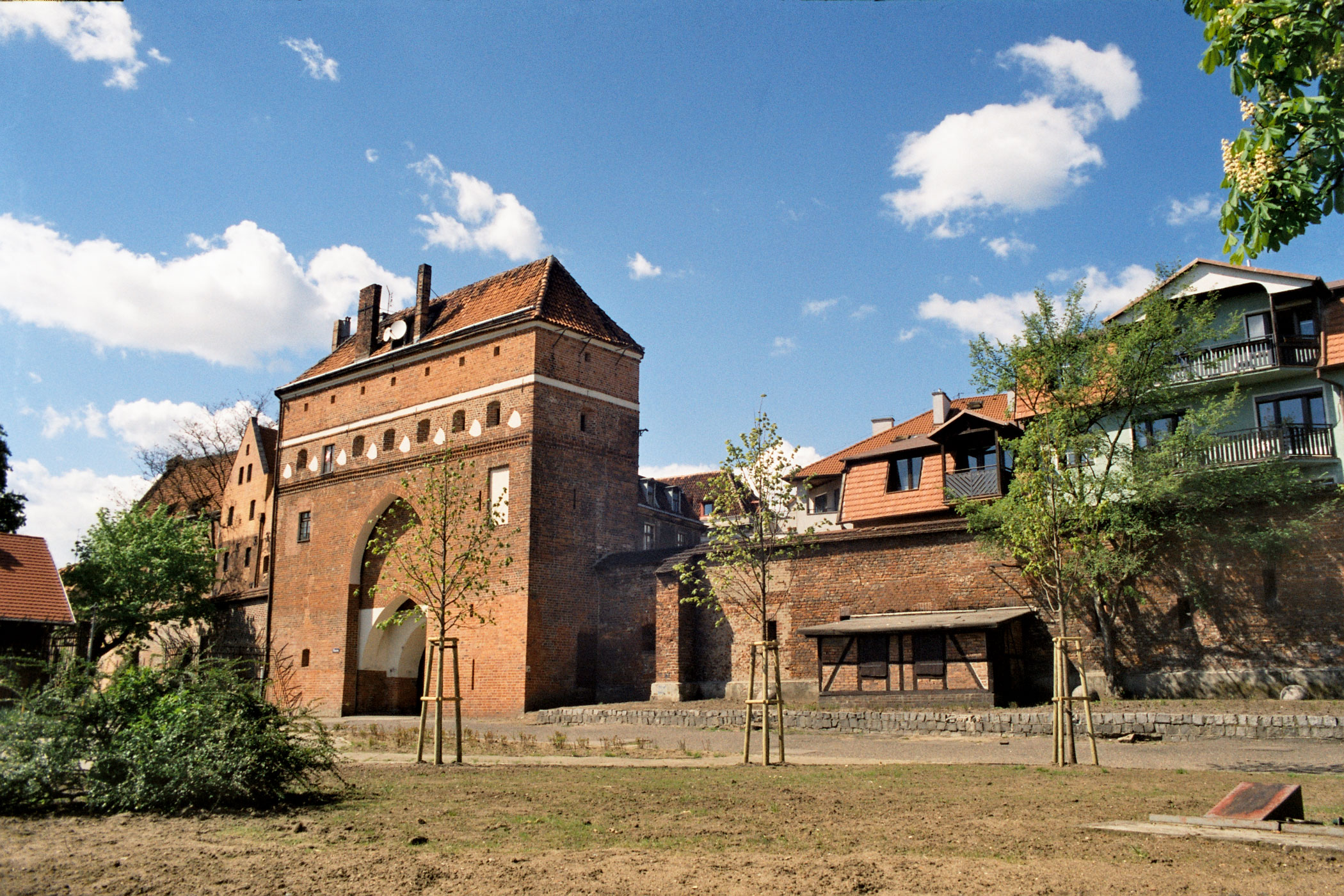
Rok 2005
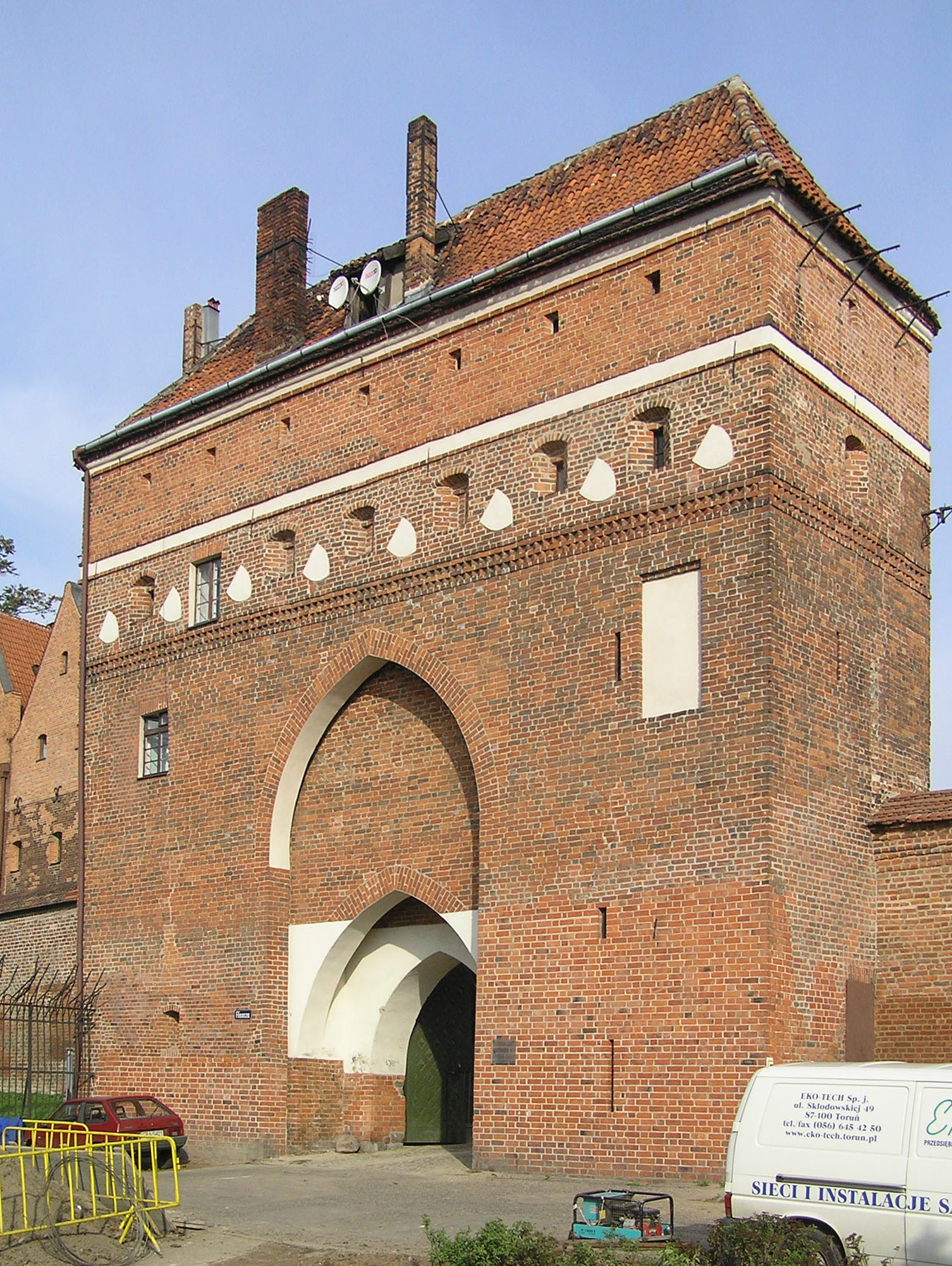
Rok 2006
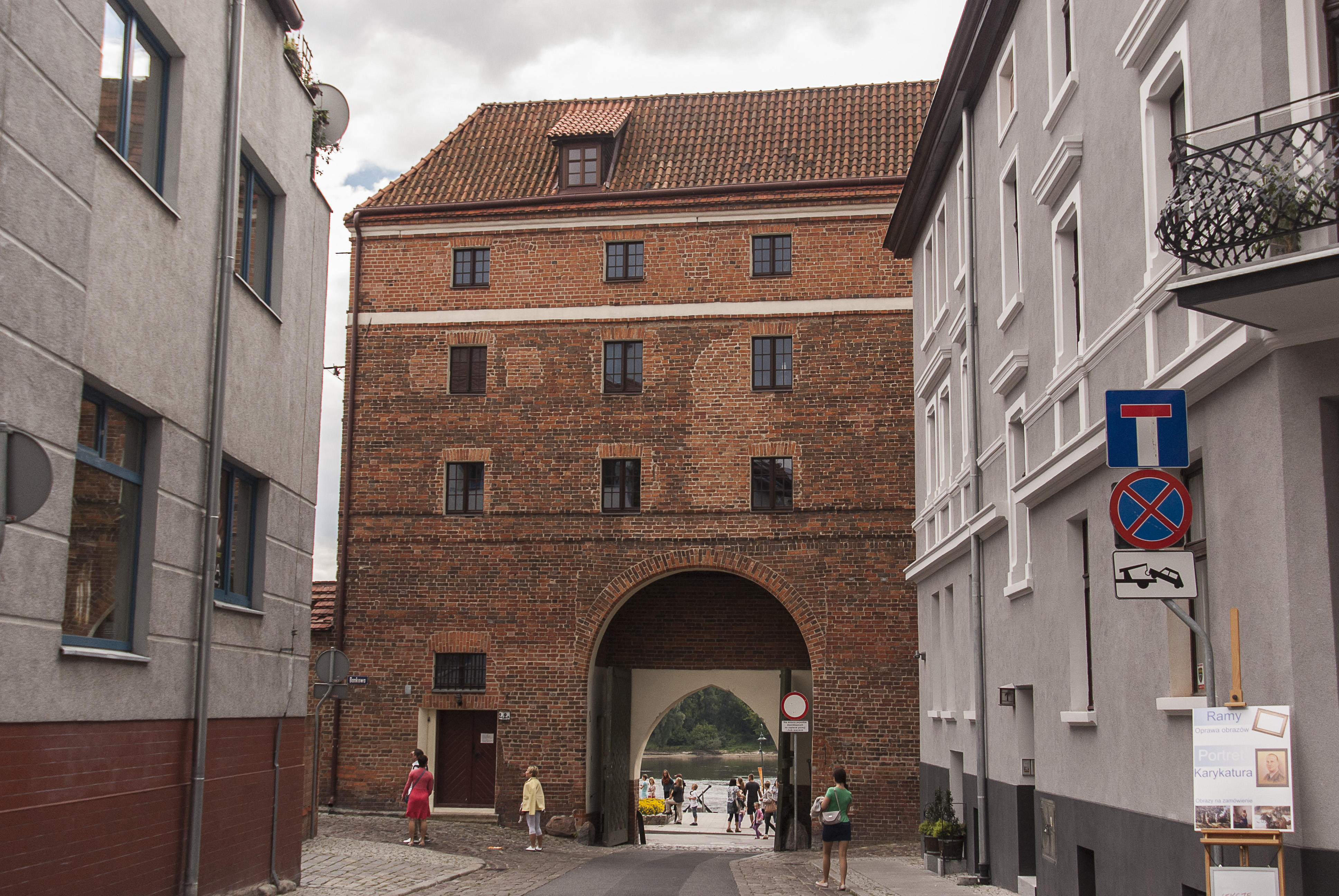
Rok 2012
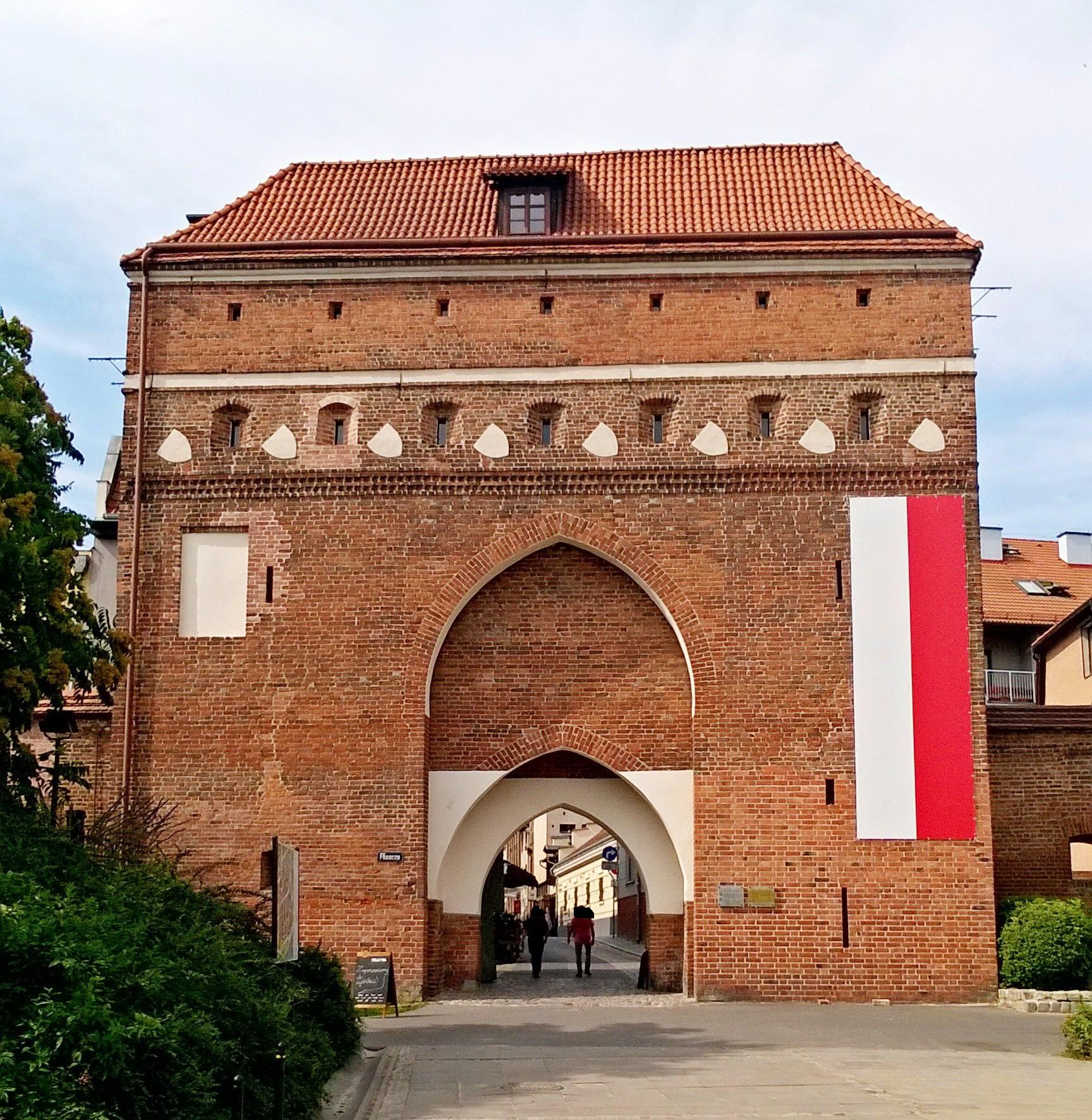
Rok 2018